# Henry Tazewell

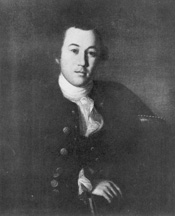
Henry Tazewell

Henry Tazewell (* 27. November 1753 im Brunswick County, Colony of Virginia; † 24. Januar 1799 in Philadelphia, Pennsylvania) war ein US-amerikanischer Jurist und Politiker, der den Bundesstaat Virginia im US-Senat vertrat.
Nachdem er seine Schulausbildung abgeschlossen hatte, besuchte Henry Tazewell das College of William & Mary in Williamsburg und graduierte dort im Jahr 1770. Im Anschluss studierte er die Rechtswissenschaften, wurde in die Anwaltskammer aufgenommen und begann 1773 als Jurist zu praktizieren. Während des Unabhängigkeitskrieges baute er eine Kavallerietruppe auf und führte diese als Captain.
Tazewells politische Laufbahn begann 1775 im House of Burgesses, dem kolonialen Parlament Virginias. In diesem und im folgenden Jahr nahm er jeweils am Verfassungskonvent des künftigen Bundesstaates teil; von 1778 bis 1785 gehörte er dann dem Abgeordnetenhaus von Virginia an. Überdies fungierte er von 1785 bis 1793 als Richter am obersten Gerichtshof des Staates (General Court) und war dabei ab 1789 dessen Vorsitzender. Im Jahr 1793 war er außerdem Richter am obersten Berufungsgericht von Virginia.
Schließlich erfolgte die Wahl in den US-Senat, wo Henry Tazewell ab dem 29. Dezember 1794 die Nachfolge des zurückgetretenen John Taylor antrat. Vom 20. Februar bis zum 8. Dezember 1795 hatte er das Amt des Senatspräsidenten pro tempore inne; während dieser Zeit bildeten sich auch die ersten Parteien in den USA, wobei er den Democratic Republicans beitrat. 1798 wurde Tazewell wiedergewählt, doch er starb bereits im folgenden Jahr, noch ehe der Kongress zur neuen Sitzungsperiode zusammentrat.
Das Tazewell County in Virginia ist nach ihm benannt. Sein Sohn Littleton wurde später ebenfalls US-Senator sowie Gouverneur von Virginia.